# Djurrättspartier
Djurrättspartier är en typ av politiska partier som vuxit fram i Västvärlden sedan 1990-talet i följd av alltmer uppmärksammad djurrättsaktivism samhällsdebatt omkring djuruppfödningsindustri/pälsdjursuppfödning, djurförsök, miljöproblem, utrotningshotade djur, internationell rovjaktshandel med elfenben, och så vidare. 

## Ideologi och politik
Med en parallell utveckling av områden av akademiskt förankrad djurrättsfilosofi med företrädare som till exempel Peter Singer, Tom Regan och Pär Segerdahl, och organisationer för djurrättsaktivism, med mera, har dessa partier som huvudsakligt syfte att belysa frågor om djurrätt och djurskydd och företräda djurens intressen internationellt i relation till det mänskliga samhället. Inte sällan sammanhänger dessa frågor också med områden som vegetarianism och veganism. I vissa länder görs en viss uppdelning mellan djurskyddspartier och djurrättspartier, där de sistnämnda ofta är mer långtgående i sin filosofi omkring existentiella rättigheter för alla levande arter än de mer djurskyddsinriktade partierna. Sålunda finns det i vissa länder, såsom Tyskland och Storbritannien, två olika partier för djurfrågor.
Utöver dessa rena djurrättsinriktade partier finns även andra sorters partier som oftast inkluderar dessa frågor i sitt övriga arbete. Däribland de gröna partierna och vissa andligt präglade partier, som till exempel det svenska Enhet.

## Historik
Det första partiet grundades i Tyskland 1993. I Nya Zeeland fanns under några år på 1990-talet även partiet Animals First, men det lades ned efter sitt andra valdeltagande 1996. Nederländska Partij voor de Dieren ("Partiet för djuren") blev 2006 det första djurrättspartiet i världen att bli invalt i parlamentet och senaten med två mandat.
I Europaparlamentsvalet 2014 fick även nederländska Partiet för djuren och det tyska Partei Mensch Umwelt Tierschutz vardera ett mandat i Europaparlamentet och blev därmed de första djurrättspartierna i Europaparlamentet. Bägge partierna har valt att ingå i Gruppen Europeiska enade vänstern/Nordisk grön vänster. Ledamoten invald från tyska djurrättspartiet har senare lämnat sitt parti, men sitter kvar i EU-parlamentet som partilös. 

## Djurrättspartier internationellt

### Europa
- Belgien – Partij voor de dieren, 2010.
- Danmark – Fokus, 2010- 2015.
- Finland – Finländska djurrättspartiet (Suomen Eläinoikeuspuolue), 2015
- Frankrike – Mouvement Hommes Animaux Nature, 1996.
- Frankrike – Parti Animaliste, 2016.
- Italien – Partito Animalista Europeo, (europeisk inriktning), 2006.
- Italien – Partito Animalista Italiano, (italiensk inriktning), 2008.
- Nederländerna – Partij voor de Dieren, 2002.
- Portugal – Partido pelos Animais e pela Natureza, ("Djur- och naturskyddspartiet"), 2009.
- Schweiz – Tierpartei Schweiz / Parti suisse pour les animaux, 2010.
- Spanien – Partido Animalista, (Antitaurino Contra el Maltrato Animal) (PACMA), ("Partiet mot tjurfäktning, grymhet och misshantering av djur"), 2003.
- Storbritannien – Animal Welfare Party, 2006.
- Storbritannien – Animal Protection Party, 2008-2016.
- Sverige – Djurens parti, 2014.
- Tyskland – Partei Mensch Umwelt Tierschutz / Tierschutzpartei, 1993. Finns även en systeravdelning i  Österrike.
- Tyskland – Partei Ethik & Tierrecht, 2013.

### Asien
- Cypern – Animal Party Cyprus, 2014.
- Israel – Justice for All Party, 2016.
- Taiwan – Trees Party Taiwan, 2014.
- Turkiet – Hayvan Partisi, ("Djurens parti"), 2012.

### Amerika
- Brasilien – PPA – Parceiros da Proteção Animal, 2015.
- Kanada – Animal Protection Party of Canada, 2005.
- USA – The Humane Party, 2009.
- USA – Animal Rights Party USA, 2011.

### Stilla havet
- Australien – Animal Justice Party, 2010.